# Théâtre des Bouffes-Parisiens

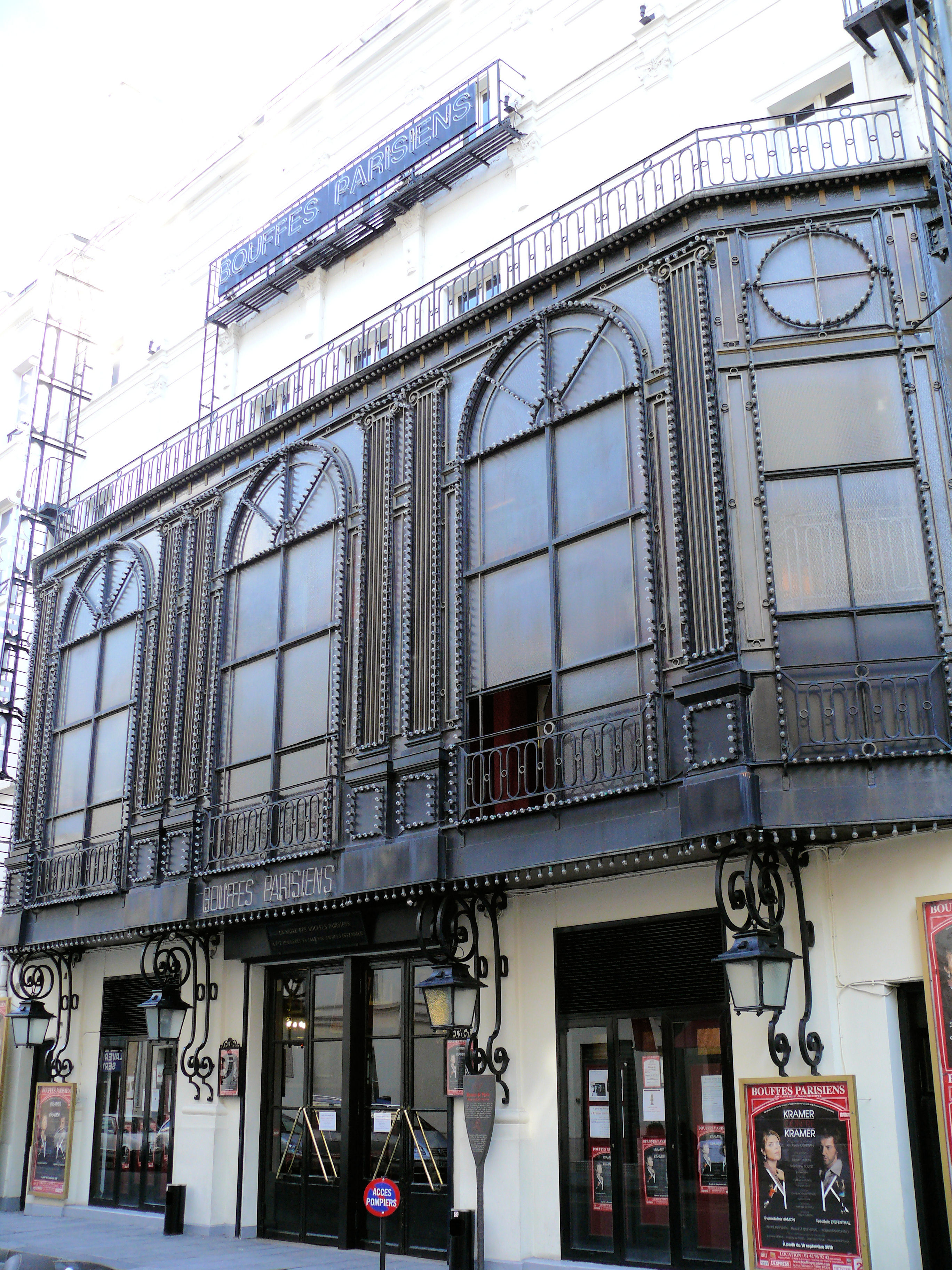
Théâtre des Bouffes-Parisiens

Théâtre des Bouffes-Parisiens je divadlo v Paříži, které založil hudební skladatel Jacques Offenbach jako divadlo pro operu a operetu. Dnešní divadlo ve 2. obvodu v ulici Rue Monsigny hraje především současné komedie.

## Historie
Jedno z nejstarších doposud funkčních divadel Paříže založil během světové výstavy Jacques Offenbach 5. července 1855 v divadelním sále poblíž Avenue des Champs-Élysées, odkud se soubor přestěhoval již 29. prosince téhož roku na současné místo. Offenbach byl předtím hudební ředitel Théâtre Français a díky svým stykům získal licenci pro nové divadlo. Nejprve se zde hrály jen jednoaktovky pro maximálně tři, posléze čtyři herce. Název divadla vychází z označení hudebního žánru opéra-bouffe, tedy stylu, který psal Offenbach. Název divadla by se dal volně přeložit jako Divadlo pařížských taškařic. Otevřením vlastního divadla Offenbach nastoupil cestu za nesmrtelností. Divadlo na Champs-Elysées otevřel komponovaným večerem, v jehož rámci uvedl také svou slavnou jednoaktovou dvouscénu Les Deux Aveugles (Dva slepci), a zahajovacím představením v pasáži Choiseul, současném působišti, byla jednoaktová „chinoiserie musicale“ Ba-ta-clan . V roce 1858 zde měla premiéru jeho slavná burleska Orphée aux Enfers (Orfeus v podsvětí). V roce 1862 se Offenbach vzdal vedení divadla. V divadle měly vedle Offenbachových děl premiéry také díla Emmanuela Chabriera.
Divadlo existuje dodnes a hraje převážně současné komedie.